# Orectanthe
Orectanthe, maleni biljni rod iz porodice Xyridaceae. Postoje svega dvije priznate vrste koje rastu na sjeveru Južne Amerike, Venezuela, Gvajana, Brazil.

## Vrste
1. Orectanthe ptaritepuiana (Steyerm.) Maguire
2. Orectanthe sceptrum (Oliv.) Maguire